# Sophie Kock
Sophie Antoinette Kock, född 1803, död 14 januari 1854, var en svensk (ursprungligen tysk) skolledare. Hon drev den populära Kockska pensionen i Stockholm, som under sin samtid tillhörde den kanske mest framstående flickpensionen i staden. 
Sophie Kock var ursprungligen från Tyskland, och utbildad i Hamburg. Hon kom till Stockholm från Göteborg 1843, och hade året därpå öppnat en flickpension. Hon övertog Augusta Bjurströms flickpension i Stockholm.
Kockska pensionen låg på Regeringsgatan i sedermera Tysta Maris hus. Skolan var ansedd för sin höga nivå på språkundervisning. Språk betraktades under denna tid som det viktigaste kriteriet för en bildad kvinna, och Kock engagerade skickliga svenska språklärare. Lärare undervisade i sina egna språk: Kock själv i sitt modersmål tyska, Jules Henri Kramer i franska, och Alfred May i engelska. Skolan anställde under Kocks tid utbildade (dvs manliga) lärare. Som lärare i kristendom, historia och geografi undervisade nämns pastor Lodell och pastor Afzelius. Under Kocks tid förekom ingen handarbetsundervisning, något som annars ansågs självklart för en mamsellskola.
Kvaliteten på skolans undervisning ansågs vara hög, men få läxor förekom, och undervisningen var främst muntlig. Elevantalet var mellan 40 och 50, men alla elever satt i samma sal, samlade kring tre bord. Hennes penson övertogs år 1852 av Sophia Posse.